# Cintegabelle
Cintegabelle település Franciaországban, Haute-Garonne megyében. Lakosainak száma 2994 fő (2022. január 1.). Cintegabelle Canté, Labatut, Lissac, Saint-Quirc, Saverdun, Aignes, Auterive, Calmont, Caujac, Gaillac-Toulza és Mauvaisin községekkel határos.

## Népesség
A település népességének változása:
| Lakosok száma | 1818 | 2061 | 2215 | 2495 | 2768 | 2875 | 2904 | 2914 | 2959 | 2994 |
|               | 1968 | 1982 | 1990 | 2006 | 2013 | 2015 | 2017 | 2019 | 2020 | 2022 |